# Wariator

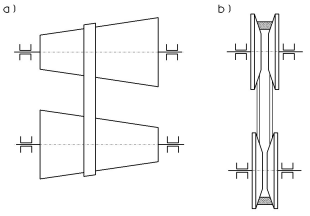
Wariator pasowy
a) schemat ideowy
b) schemat pokazujący konstrukcję

Wariator – bezstopniowa skrzynia biegów, w której o aktualnym przełożeniu decydują stożkowe koła współpracujące z paskiem lub łańcuchem.
Pierwsze szkice bezstopniowych rozwiązań zmiany przełożenia tworzył Leonardo da Vinci w 1490 roku.
W roku 1958 firma DAF wyprodukowała pierwszy samochód DAF 600 z bezstopniową przekładnią.
Działanie przekładni bezstopniowej opiera się na zmianie średnic, po których obtacza się pas lub łańcuch łączący oba wałki przekładni. Zmiana ta następuje np. w wyniku rozsuwania lub przysuwania do siebie par krążków stożkowych, które tworzą zmiennej średnicy „koła pasowe” pozwalające pasowi zaklinować się i przenosić napęd.
Przekładnie bezstopniowe znalazły powszechne zastosowanie w jednostkach napędowych skuterów. W skład takiej przekładni wchodzi wariator umieszczony na wale korbowym, pasek napędowy oraz zespół sprzęgła odśrodkowego połączonego z parą przesuwnych talerzy oraz sprężyną napinającą pasek, umieszczonego na wale przekładni końcowej. Przy zapewnieniu odpowiedniego chłodzenia, zastosowania wytrzymałych materiałów oraz niedopuszczenia do dostania się zanieczyszczeń (np. piasku) do wnętrza przekładnia może przenosić bardzo dużą moc i przepracować wiele dziesiątek tysięcy kilometrów (po których konieczna jest wymiana zużytego paska napędowego oraz wariatora).
Powstało także kilka motocykli, w których zastosowano przekładnię bezstopniową, przy czym jeden z najbardziej charakterystycznych modeli to Aprilia Mana 850.
W najnowszych rozwiązaniach samochodowych automatycznych skrzyni biegów do przeniesienia momentu obrotowego stosuje się specjalne łańcuchy z blaszkami o bardzo wysokiej wytrzymałości umieszczonymi poprzecznie do osi łańcucha. Zastąpiły one pasy klinowe. Rozwiązanie to stosowane jest między innymi przez firmy Audi, Honda, Mitsubishi, Nissan (Altima, Cube, Juke, Maxima, Micra, Murano, Note, Qashqai, Rogue, Sentra, Sunny, Tiida i X-Trail) i Suzuki oraz Toyota.
Wariatorami mogą być przekładnie mechaniczne, elektryczne i hydrauliczne.
Innym rodzajem bezstopniowych skrzyń biegów są skrzynie e-CVT stosowane w pojazdach hybrydowych, ale konstrukcja znacznie różni się od skrzyń bezstopniowych, mimo podobnej nazwy.

## Galeria

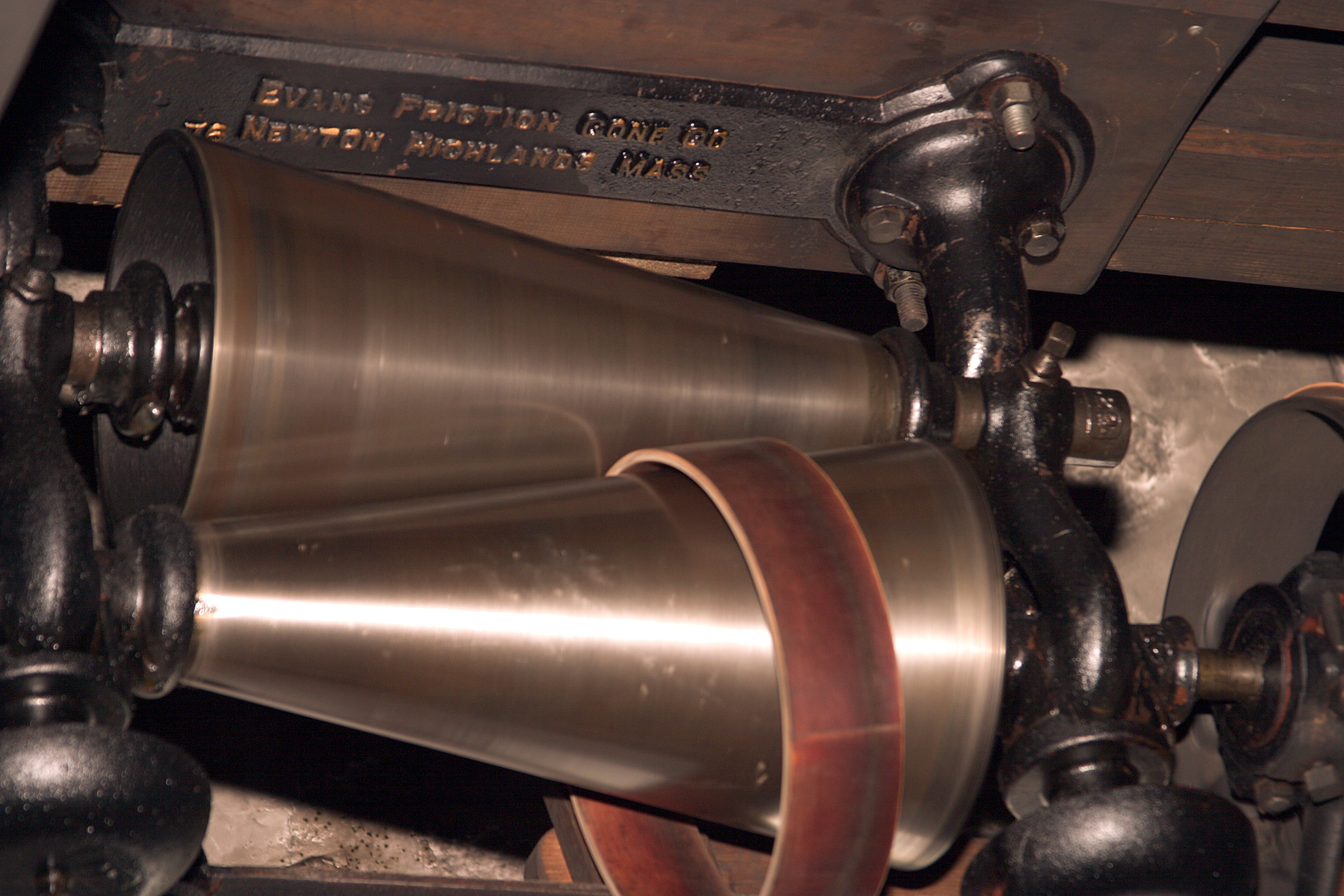
Przekładnia stożkowa z pierścieniem pośredniczącym
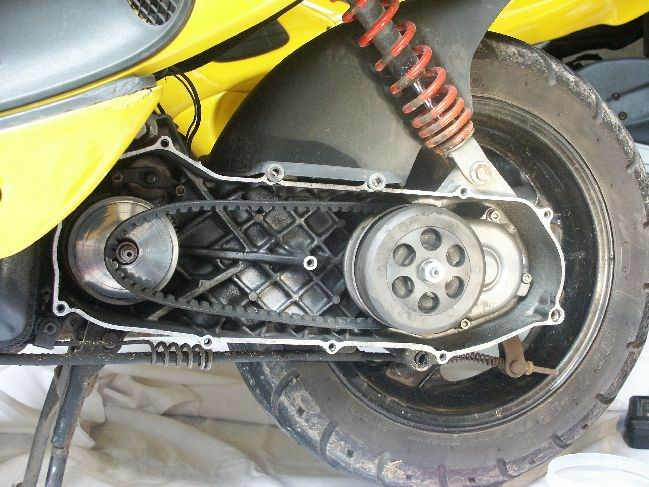
Przekładnia bezstopniowa w skuterze Malaguti F12, z widocznym zdjętym tzw. przeciwtalerzem wariatora
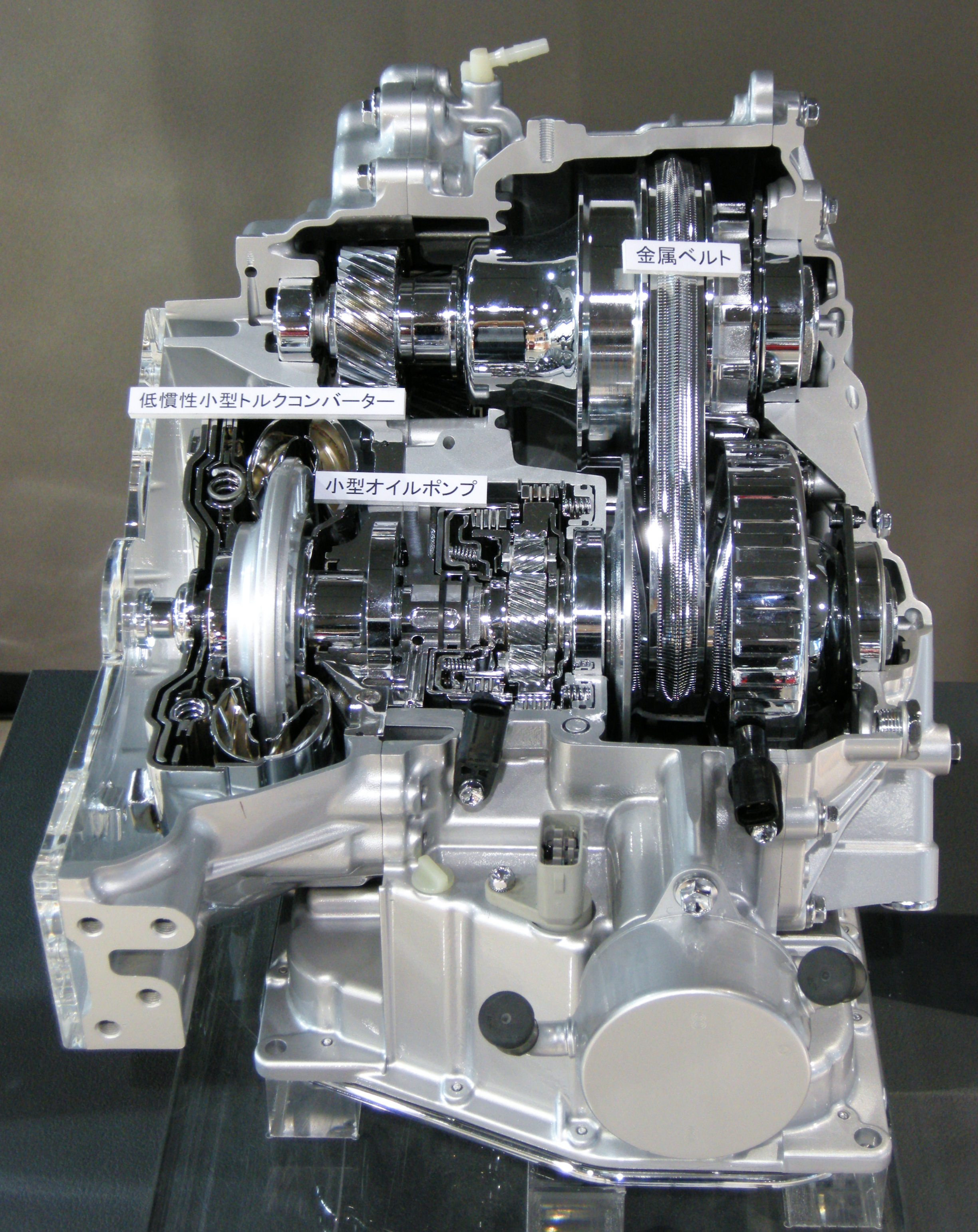
Samochodowa przekładnia automatyczna Toyota Super CVT-i
Zasada działania wariatora